# Stazione di Piano di Coreglia-Ponte all’Ania
Stazione di Piano di Coreglia-Ponte all'Ania 2002-ben bezárt vasútállomás Olaszországban, Coreglia Antelminelli településen.

## Vasútvonalak
Az állomást az alábbi vasútvonalak érintették:
- Aulla Lunigiana–Lucca-vasútvonal

## Kapcsolódó állomások
A vasútállomáshoz az alábbi állomások vannak a legközelebb:
- Stazione di Fornaci di Barga
- Ghivizzano-Coreglia railway halt